# واکنش اشمیت–کلبه
واکنش اشمیت-کولب(به انگلیسی: Kolbe–Schmitt reaction) که در شیمی آلی مورد بحث قرار می‌گیرد عبارت است از یک واکنش شیمیایی که طی آن نمک یک فنول با کربن دی اکسید واکنش داده و گروه کربوکسیل جانشین هیدروژن می‌شود. این فرایند معمولاً در فشار ۱۰۰ اتمسفر و دمای ۱۲۵ درجه سانتی گراد انجام می‌پذیرد و حاصل این واکنش پس از قرار گرفتن در معرض سولفوریک اسید یک هیدروکسی اسید آروماتیک خواهد بود. مهمترین کاربرد این واکنش تبدیل فنول به سالیسیلیک اسید است.